# Tiếng Tulu
Tiếng Tulu (Tulu: ತುಳು ಭಾಷೆ Tulu bāse
തുളു
/ˈt̪ulu ˈbɒːsæ/) là một ngôn ngữ Dravida được nói chủ yếu ở Karnataka, tây nam Ấn Độ, và ở huyện Kasaragod của Kerala. Người Tulu tự gọi mình là người Tuluva, còn khu vực họ sống được gọi là Tulu Nadu.
Theo điều tra dân số Ấn Độ năm 2011 đã ghi nhận có tổng cộng 1.846.427 người bản ngữ tiếng Tulu ở Ấn Độ. Cuộc điều tra dân số năm 2001 ghi nhận có tổng cộng 1.722.768 người bản ngữ. Theo ước tính được báo cáo năm 2009, tiếng Tulu hiện được nói bởi 3-5 triệu người trên toàn thế giới. Có một số khó khăn trong việc điều tra những người nói tiếng Tulu đã di cư từ vùng bản địa của họ vì họ thường được tính là người nói tiếng Kannada trong các cuộc Điều tra dân số Ấn Độ.
Do sớm tách ra từ ngôn ngữ Dravida Nam nguyên thủy, tiếng Tulu có một số đặc điểm không được tìm thấy trong nhóm ngôn ngữ Tamil–Kannada. Ví dụ, nó có thì đại quá khứ và tương lai hoàn thành, như tiếng Pháp hoặc tiếng Tây Ban Nha, nhưng dưới dạng không có trợ động từ.
Trong tác phẩm tiên phong A Comparative Grammar of the Dravidian or South-Indian family of languages, Robert Caldwell đã gọi ngôn ngữ này là "kỳ dị và rất thú vị". Theo ông, "Tiếng Tulu là một trong những ngôn ngữ phát triển nhất của ngữ hệ Dravida. Nó trông như thể nó được tạo nên vì mục đích riêng vậy."
Tiếng Tulu là ngôn ngữ chính được nói ở Kanara, một khu vực bao gồm các huyện Dakshina Kannada và Udupi, ở mạn tây bang Karnataka và Kasaragod Taluk. Những thành phần dân tộc khác sống trong vùng tiếng Tulu bao gồm người nói tiếng Beary, phương ngữ Havyaka và Gowda của Kannada, tiếng Konkan, tiếng Koraga. Ngoài Kanara, có số lượng đáng kể người di cư nói tiếng Tulu được tìm thấy ở Maharashtra, Bangalore, Chennai, các nước nói tiếng Anh và các quốc gia vùng Vịnh.
Có các bản khắc thời trung cổ tiếng Tulu từ thế kỷ 15 viết bằng chữ Tigalar. Hai tập sử thi tiếng Tulu có tên Sri Bhagavato và Kaveri từ thế kỷ 17 cũng được viết theo cùng một chữ viết. Tuy nhiên, trong thời hiện đại, tiếng Tulu chủ yếu được viết bằng chữ Kannada. Tiếng Tulu được biết đến với văn học dân gian truyền miệng dưới dạng những bài thơ sử thi có tên là Paddana. Sử thi Siri và huyền thoại Koti và Chennayya thuộc thể loại văn học Tulu này.

## Phân loại
Tiếng Tulu thuộc nhánh phía nam của ngữ hệ Dravida. Nó phát triển từ ngôn ngữ Dravida Nam nguyên thủy và ngôn ngữ Dravida nguyên thủy. Tiếng Tulu bắt nguồn từ miền nam Ấn Độ.

## Tình trạng chính thức
Tiếng Tulu hiện không phải là ngôn ngữ chính thức của Ấn Độ hoặc bất kỳ quốc gia nào khác. Những nỗ lực đang được thực hiện để đưa Tulu vào Danh mục thứ 8 của Hiến pháp. Vào tháng 8 năm 2017, một chiến dịch trực tuyến đã được tổ chức để đưa Tulu vào Danh mục thứ 8 và vào tháng 10 năm 2017, khi thủ tướng Narendra Modi đến thăm chùa Dharmasthala, có một yêu cầu được đưa ra trước mặt ông. Tương tự, năm 2018, Thành viên Nghị viện của khu vực bầu cử Kasargod P. Karunakaran cũng đối mặt với yêu cầu đưa tiếng Tulu vào Danh mục thứ 8 của hiến pháp.

## Phân bố địa lý

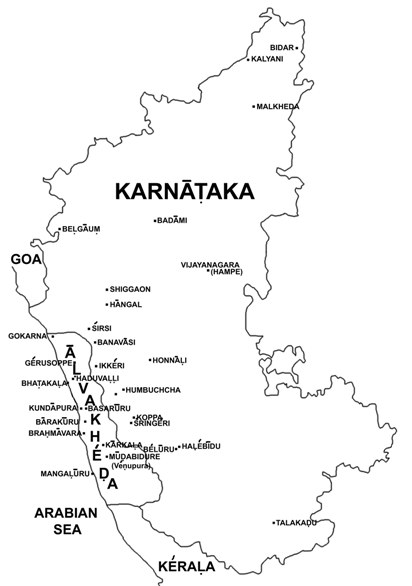
Bản đồ Vương quốc Tulu cổ đại của Alva Kheda

Theo các tác phẩm tiếng Malayalam như Keralolpath và văn học Sangam tiếng Tamil, khu vực trải dài từ sông Chandragiri (hiện là một phần của huyện Kasaragod), Kerala, đến Gokarna (hiện là một phần của huyện Uttara Kannada của Karnataka), một thời được cai trị bởi Alupas, dưới cái tên Alva Kheda. Vương quốc này là quê hương của người nói tiếng Tulu. Tuy nhiên, khu vực của ngôn ngữ Tulu ngày nay chỉ giới hạn ở khu vực Tulu Nadu, bao gồm các huyện thuộc Dakshina Kannada và Udupi ở bang Karnataka của Ấn Độ và mạn bắc huyện Kasaragod của Kerala đến sông Payaswani (còn gọi là Chandragiri). Các thành phố Mangalore, Udupi và Kasaragod là trung tâm văn hóa Tulu.
Thậm chí ngày nay tiếng Tulu còn được sử dụng rộng rãi ở Dakshina Kannada, một phần ở huyện Udupi, bang Karnataka và ở một mức độ nào đó ở Kasaragod của Kerala. Những nỗ lực cũng đang được thực hiện để đưa tiếng Tulu vào danh sách các ngôn ngữ chính thức của Ấn Độ. Nhìn chung, người Tulu phần lớn sống ở phía nam Ấn Độ. Bang Karnataka của Ấn Độ là nơi ngôn ngữ phát triển mạnh thời nay. Một số thành phố lớn nằm trong vùng văn hóa Tulu là Mangalore và Kasaragod.[1] Những người nói ngôn ngữ này đã phản ánh sự quan tâm đến việc lan rộng sang các quốc gia hiện đại hơn như Hoa Kỳ.

## Hệ thống chữ viết

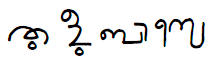
Chữ Tigalari.

Những bản khắc lịch sử tiếng Tulu khác nhau được tìm thấy xung quanh Barkur và Kundapura viết bằng chữ Tigalar. Chữ Kannada đang dần trở thành chữ viết cho tiếng Tulu chính đương đại. Tất cả các tác phẩm và văn học đương đại được viết bằng chữ Kannada. Người Brahmin ở Tulu Nadu và Havyaka Brahmin đã từng sử dụng chữ Tigalari để viết kinh Vệ đà và các tác phẩm tiếng Phạn khác. Chữ Tigalari bắt nguồn từ chữ Brahmi thông qua chữ Grantha. Đây là một hệ chữ viết chị em của chữ Malayalam.

## Phương ngữ
Ngôn ngữ Tulu có bốn phương ngữ, hầu như chúng tương tự nhau, với các biến đổi nhẹ.
Bốn phương ngữ là:
1. Tulu đại chúng:[23] phương ngữ đa số, bao gồm các cộng đồng Mogaveera, Bunts, Billava, Kulala Devadiga, Jogi và những nhóm người khác. Đây là phương ngữ của thương mại và giải trí, chủ yếu được sử dụng để liên lạc giữa các cộng đồng. Nó được chia thành bảy nhóm: 
  1. Tulu Trung: được nói ở Mangalore.
  2. Tulu Tây Bắc: được nói tại Udupi.
  3. Tulu Đông Bắc: được nói tại Karkala và Belthangady.
  4. Tulu Tây Nam: được nói ở Manjeshwar và Kasaragod, được gọi là Tulu Kasaragod có ảnh hưởng đến Malayalam.
  5. Tulu Nam Trung: được nói ở Bantwal.
  6. Tulu Đông Nam: được nói tại Puttur Sullia.
  7. Tulu Nam: được nói ở phía Nam sông Kasaragod và sông Payaswini (Chandragiri) có ảnh hưởng đến Malayalam được gọi là Tulu Thenkaayi.
2. Tulu Brahmin: nói bởi người Tulu Brahmin, những người được chia thành Brahmin Shivalli, Brahmin Sthanika và Tuluva Hebbar. Nó hơi bị ảnh hưởng bởi tiếng Phạn.
3. Phương ngữ Jain:[24] nói bởi người Tulu Jain. Đây là một phương ngữ trong đó các chữ cái đầu 'T' và 'S' đã được thay thế bằng chữ 'H'. Chẳng hạn, từ Tare được phát âm là Hare, Saadi được phát âm là Haadi.
4. Phương ngữ Girijan: nói bởi người Koraga, Mansa, các lớp Girijan và bộ lạc khác.